# Frehley's Comet (album)
Frehley's Comet è il primo album in studio dei Frehley's Comet, pubblicato nel 1987 per l'etichetta discografica Megaforce Records.

## Tracce
1. Rock Soldiers (Frehley, Taylor) 5:05
2. Breakout (Frehley, Carr, Scarlett) 3:38
3. Into the Night (Ballard) 4:12
4. Something Moved (Howarth) 4:02
5. We Got Your Rock (Frehley, Kupersmith) 4:12
6. Love Me Right (Frehley, Schickman) 3:54
7. Calling to You (Howarth, Frehley, McClarty, Russell) 4:20
8. Dolls (Frehley) 3:28
9. Stranger in a Strange Land (Frehley) 4:02
10. Fractured Too (strumentale) (Frehley, Regan) 4:14

## Formazione
- Ace Frehley - voce, chitarra
- Tod Howarth - chitarra, tastiere, voce
- John Regan - basso, cori
- Anton Fig - batteria, percussioni